# الكحول وأمراض القلب والأوعية الدموية

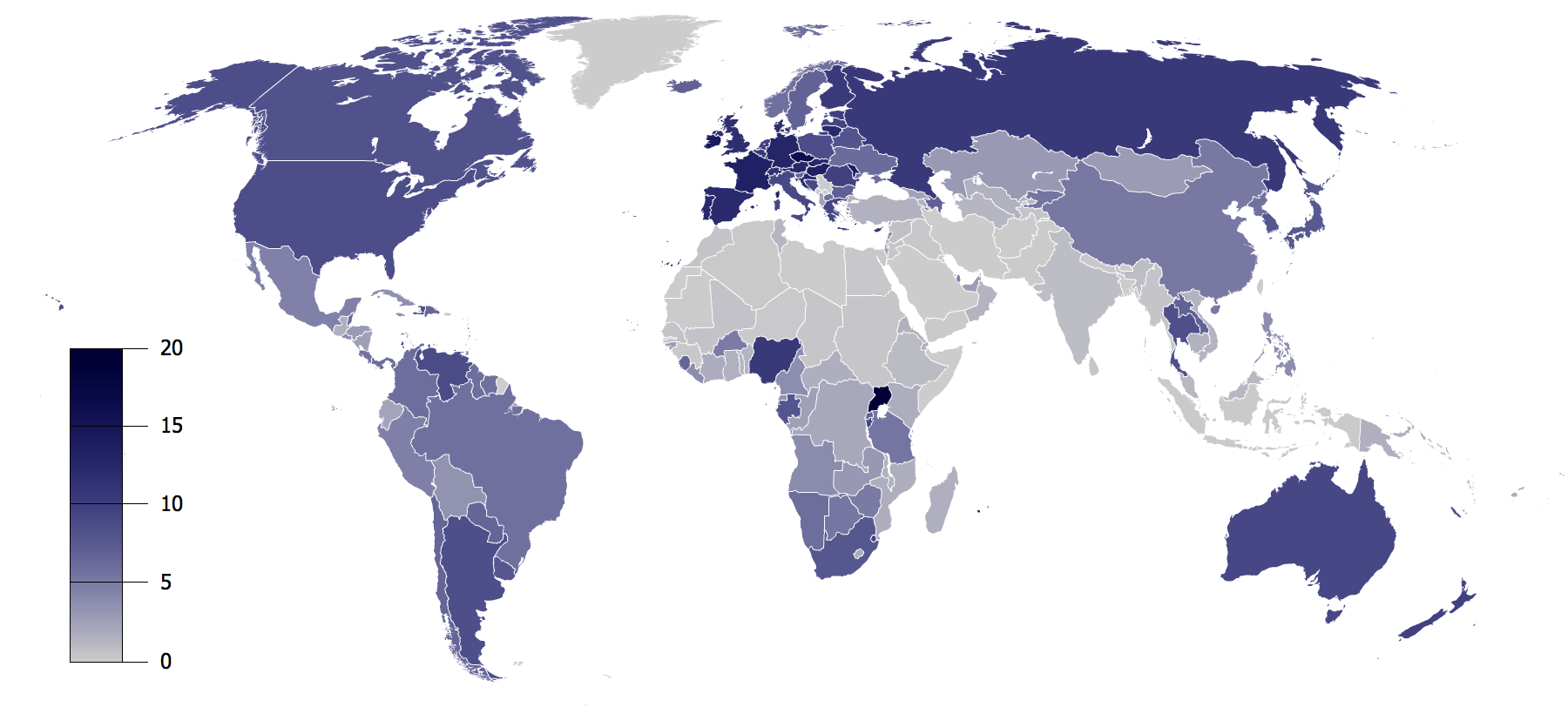
إجمالي استهلاك الكحول المسجل للفرد، باللتر من الكحول النقي

الكحول وأمراض القلب والأوعية الدموية، بالإنجليزية Alcohol and cardiovascular disease- من خلال دراسة أُجريت عام 2018م على 599.912 من شاربي الكحول، وجد ارتباط خطي تقريبًا بين استهلاك الكحول، وارتفاع خطر الإصابة بأمراض عدة، بما فيها: الإصابة بالسكتة الدماغية، ومرض الشريان التاجي باستثناء نوبات القلب، وقصور القلب، ومرض ارتفاع ضغط الدم القاتل، وتمدد الأوعية الدموية الأبهرية القاتل، وينطبق ذلك حتى على الذين يشربون الكحوليات باعتدال.
 قد يؤدي تعاطي الكحول أيضًا إلى الإصابة بأمراض القلب والأوعية الدموية المهنية. وتذكر جمعية القلب الأمريكية أن الأشخاص الذين لا يشربون حاليًا، لا ينبغي أن يشرعوا في شرب الكحول.
كما أن الإفراط في تناول الكحول، قد يرتبط بارتفاع خطر الإصابة بأمراض الكبد الكحولية (ALD)، وقصور القلب، وبعض أنواع السرطان، والإصابات العرضية، كما أنه يعد أحد الأسباب الرئيسية للوفاة، التي يمكن الوقاية منها في البلدان الصناعية. وعلى الرغم من وجود بعض الدراسات، التي تشير إلى أن تناول مشروب واحد يوميًا قد يكون له فوائد للقلب والأوعية الدموية، إلا أن هذه الدراسات تظل مثيرة للجدل،  فالرأي الغالب، هو أن أي مستوى من استهلاك الكحول لا يحسن الصحة. كما أن هناك أدلة أكثر بكثير على التأثيرات الضارة للكحول، مقارنة بأي تأثيرات يمكن أن تكون مفيدة. ومن المعروف أيضًا، أن صناعة الكحول قد تروج للفوائد غير المؤكدة للشرب المعتدل.

## تناول الكحول وأمراض القلب والأوعية الدموية
أظهرت بعض المراجعات المبكرة أن استهلاك الكحول بكميات قليلة، قد يكون له تأثير وقائي على صحة القلب والأوعية الدموية. على سبيل المثال، وجدت دراسة تحليلية أُجريت عام 2010م، أن المرضى الذين يعانون من أمراض القلب والأوعية الدموية، والذين كانوا يستهلكون الكحول بكميات خفيفة إلى معتدلة، كانوا أقل عرضة للإصابة بأمراض القلب والأوعية الدموية والوفاة من جميع الأسباب. وعلى الرغم من ذلك، فقد حذر الباحثون من تشجيع مرضى القلب والأوعية الدموية، الذين لا يستهلكون الكحول بانتظام، على الشروع في الشرب؛ بسبب نقص الدراسات والأدلة الكافية حول هذا الموضوع.
تم اقتراح العديد من الآليات المحتملة لتأثير الكحول على القلب. والتي تشمل: التحكم في الجلوكوز، واستقلاب الدهون، والتمثيل الغذائي ككل. ومع ذلك، فهناك تفسير آخر محتمل، وهو أن التأثير الوقائي للقلب، ليس سوى نتيجة بحثية مربكة. والفرضية المنطقية في ذلك، هو أن يكون بعض الممتنعين عن تناول الكحول في الدراسات البحثية، كانوا يشربون في السابق بكميات مفرطة، مما أدى إلى تقويض صحتهم. وبعد إقلاعهم عن الشرب تم تصنيفهم ضمن فئة "أشخاص لا يشربون الكحول"، الأمر الذي أدى بدوره إلى زيادة عدد المرضى في فئة غير الشاربين. ولاختبار مدى صحة هذه الفرضية، أعاد تحليل تلوي أُجري عام 2019م، تصنيف الأشخاص وفقًا لذلك. ونتيجة لذلك، لم يتم العثور على أي فائدة لاستهلاك الكحول بأية جرعة، علاوة على ذلك، كان الكحول ضارًا بالصحة، حتى عند تناوله بجرعات منخفضة.
تذكر جمعية القلب الأمريكية، أن الإفراط في شرب الكحول يزيد من المخاطر الصحية، بما في ذلك مسببات أمراض القلب والأوعية الدموية مثل السمنة، وارتفاع ضغط الدم، وارتفاع نسبة الدهون الثلاثية، والنوبات القلبية والسكتات الدماغية. وتحذر قائلة: "لقد رأينا جميعًا عناوين الصحف عن الدراسات التي تربط بين الشرب الخفيف أو المعتدل، والفوائد الصحية وانخفاض معدل الوفيات. وقد اقترح بعض الباحثين أن هناك فوائد صحية للنبيذ، وخاصة النبيذ الأحمر، وأن تناول كوب واحد يوميًا يمكن أن يكون مفيدًا للقلب. ولكن القصة لا تنتهي عند هذا الحد. فلم يثبت أي بحث وجود أية علاقة سببية بين شرب الكحول، وتحسين صحة القلب".
كما يوصي الاتحاد العالمي للقلب (2022م) بعدم تناول أي نوع من الكحوليات، من أجل صحة مثالية للقلب.
وقد تمت الإشارة أيضًا، إلى أن الدراسات، التي تشير إلى وجود ارتباط إيجابي بين استهلاك النبيذ الأحمر، وصحة القلب، كانت منهجيتهم معيبة، من خلال مقارنة مجموعتين من الأشخاص لم يتم إقرانهما فعليًا بشكل مناسب.

## تقليل الكحول
ومن المعروف أن استهلاك الكحول، يزيد من خطر الإصابة بمرض ارتفاع ضغط الدم. وعليه، قامت العديد من التجارب السريرية بفحص تأثير تقليل استهلاك الكحول على ضغط الدم. وقد أظهرت المراجعة المنهجية، والتحليل التلوي أن تأثير خفض الكحول على ضغط الدم يعتمد على الجرعة.
أولاً. بالنسبة للأشخاص الذين تناولوا جرعتين (كأسين)، أو أقل يوميًا، لم ينخفض ضغط الدم بشكل ملحوظ عندما قللوا من استهلاك الكحول في فترة قريبة من الامتناع عنه.
ثانيًا. بالنسبة للأشخاص الذين تناولوا 3 جرعات أو أكثر يوميًا، انخفض ضغط الدم بشكل ملحوظ عندما قللوا من استهلاك الكحول في فترة قريبة من الامتناع عنه.
ثالثًا. بالنسبة للأشخاص الذين تناولوا 6 جرغات أو أكثر يوميًا، كان معدل الانخفاض في ضغط الدم هو الأقوى عندما قللوا من استهلاك الكحول في وقت قريب من الامتناع عنه.
رابعًا. لا يزال تأثير خفض الكحول على ضغط الدم غير واضح بالنسبة للنساء ومرضى ارتفاع ضغط الدم الذين يستهلكون أقل من ثلاثة جرعات يوميًا بسبب التجارب السريرية المحدودة.

## تاريخ
وفي عام 2010م، أشارت مراجعة منهجية، إلى أن التناول المعتدل للكحول لا يسبب ضرراً للأشخاص الذين يعانون من أمراض القلب والأوعية الدموية. ومع ذلك، لم يشجع الباحثون الناس على الشروع في تناول الكحول، على أمل الحصول على أية فائدة.

## روابط خارجية
- إرشادات وزارة الزراعة الأمريكية الغذائية للأمريكيين 2005: الفصل 9 المشروبات الكحولية
- الكحول وصحة القلب: فصل الحقيقة عن الخيال ، كلية الطب بجامعة جونز هوبكنز